# Salento (Italie)
Pour les articles homonymes, voir Salento (homonymie).
Salento est une commune de la province de Salerne dans la région Campanie en Italie.

## Cuisine
Le plat typique de la ville sont les « foglie e patane » (légumes et pommes de terre).
Les gâteaux de Noël s'appellent « struffolone », pâte feuilletée recouverte de glace. La ville est connue pour ses spécialités de pâtisserie.

## Administration
| Période                                  | Période  | Identité          | Étiquette | Qualité |
| ---------------------------------------- | -------- | ----------------- | --------- | ------- |
| 14 juin 2004                             | En cours | Gianfranco Scarpa |           |         |
| Les données manquantes sont à compléter. |          |                   |           |         |

### Hameaux
Fasana, Palazza.

### Communes limitrophes
Casal Velino, Castelnuovo Cilento, Gioi, Lustra, Omignano, Orria, Perito, Vallo della Lucania.